# Vera Mikhaylovna Inber
Vera Mikhaylovna Inber (tiếng Nga: Ве́ра Миха́йловна И́нбер; 28 tháng 6 năm 1890 - 11 tháng 11 năm 1972) là một nữ nhà văn, nhà thơ Nga.

## Tiểu sử
Vera Inber sinh ở Odessa (nay là Ukraina), bố là chủ một nhà xuất bản, mẹ là giáo viên dạy tiếng Nga. Học xong gymnazy, Vera Inber vào học khoa lịch sử và ngôn ngữ ở Đại học nữ Odessa. Bắt đầu in thơ từ năm 1910 ở các báo địa phương, sau đó in ở tạp chí Солнце России (1912). Từ 1910 đến 1914 sống ở Pháp và Thụy Sĩ, năm 1914 in tập thơ đầu tiên Печальное вино ở Paris. Trở về Odessa năm 1914 tiếp tục sáng tác thơ, viết kịch và thử sức trong lĩnh vực biểu diễn sân khấu. Năm 1917 in tập thơ thứ hai Горькая услада ở Petrograd. Năm 1922 bà chuyển về Moskva, cộng tác với các tờ tạp chí Огонек và Красная нива. Nghề báo không cản trở bà in thơ thường xuyên: Цель и путь (1925), Мальчик с веснушками (1926), Сыну, которого нет (1927), Избранные стихи (1933). Thời kỳ Chiến tranh thế giới thứ hai bà sống ở thành phố Leningrad bị bao vây. Trường ca Пулковский меридиан (1941-1943) của bà sáng tác trong thời kỳ này được tặng giải thưởng Stalin (giải thưởng Nhà nước) năm 1946. Bà cũng là tác giả của các cuốn sách Душа Ленинграда, О ленинградских детях, О Ленинграде, được viết trong thời kỳ này.
Những năm sau chiến tranh bà tiếp tục làm thơ, viết văn và dịch thơ Taras Shevchenko, Paul Eluard, Sándor Petőfi ra tiếng Nga. Những năm cuối đời bà vào Hội Nhà văn và tham gia ban biên tập của tạp chí Знамя. Vera Inber mất ở Moskva năm 1972.

## Tác phẩm
- Сборник стихов «Печальное вино» (1914)
- Сборник стихов «Горькая услада» (1917)
- Сборник стихов «Бренные слова» (1922)
- Сборник стихов «Цель и путь» (1925)
- Рассказы «Уравнение с одним неизвестным» (1926)
- Сборник стихов «Мальчик с веснушками» (1926)
- Рассказы «Ловец комет» (1927)
- Сборник стихов «Сыну, которого нет» (1927)
- Сборник стихов «Избранные стихи» (1933)
- Путевые записки «Америка в Париже» (1928)
- Автобиография «Место под солнцем» (1928)
- Сборник стихов «Вполголоса» (1932)
- Комедия в стихах «Союз матерей» (1938)
- Поэма «Путевой дневник» (1939)
- Поэма «Овидий» (1939)
- Поэма «Весна в Самарканде» (1940)
- Сборник стихов «Душа Ленинграда» (1942)
- Поэма «Пулковский меридиан» (1943)
- Дневник «Почти три года» (1946)
- Очерки «Три недели в Иране» (1946)
- Сборник стихов «Путь воды» (1951)
- Книга «Как я была маленькая» (1954)
- Статьи «Вдохновение и мастерство» (1957)
- «Апрель» (1960)
- Сборник стихов «Книга и сердце» (1961)
- Книга «Страницы дней перебирая» (1967)
- Сборник стихов «Анкета времени» (1971)

## Một vài bài thơ
| Всему под звездами готов Его черед. И время таянья снегов Придет. И тучи мая на гранит Прольет печаль. И лунный луч осеребрит Миндаль. И запах обретет вода И плеск иной, И я уеду, как всегда, Весной. И мы расстанемся, мой свет, Моя любовь, И встретимся с тобой иль нет Вновь? Забыла все Забыла все: глаза, походку, голос, Улыбку перед сном; Но все еще полна любовью, точно колос Зерном. Но все еще клонюсь. Идущий мимо, Пройди, уйди, не возвращайся вновь: Еще сильна во мне, еще неодолима Любовь. Победительница Снег, бездорожье, горячая пыль, суховей. Минное поле, атака, свинцовая вьюга - Все испытала, в походной шинели своей, Ты, боевая подруга. Ты уезжала с заводом своим на Урал. Бросила дом свой, ни разу о нем не заплакав. Женским рукам удивлялся горячий металл, Но покорялся, однако. Мы - победители. Пушечный грохот утих. Минуло время тяжелой военной заботы. Вспомнила ты, что, помимо профессий мужских, Женщина прежде всего ты. Мартовский солнечный день. Голубая капель Точит под крышей себе ледяную лазейку. В комнате тихо, светло. У стены - колыбель Под белоснежной кисейкой. Мягкую обнял подушечку сонный малыш. Нежное солнце сквозит в золотых волосенках. Руку поднявши, ты шепчешь: «Пожалуйста... тшшш, Не разбудите ребенка». | Tất cả dưới sao trời Chờ đến lượt. Và thời tan của tuyết Sẽ đến nơi. Và mây đen lên đá granit Sẽ rót nỗi buồn. Và ánh trăng mạ bạc Lên bụi hạnh nhân. Và nước sẽ có mùi hương Và tiếng vỗ bờ sẽ khác. Và em ra đi, như mọi lúc Vào mùa xuân. Và hai chúng mình giã biệt Anh yêu của em Và liệu ta có còn Gặp lại nhau không biết? Một tình yêu Tôi quên hết: ánh mắt và dáng đi Mái tóc, nụ cười, trước khi đi ngủ Nhưng dù sao, còn đấy, một tình yêu Giống như bông lúa. Nhưng dù sao tôi cúi xuống. Kẻ qua đường Đi cho nhanh, và đừng quay trở lại Một tình yêu không thể nào quên Trong tôi còn đấy. Người chiến thắng Tuyết, đường xấu, bụi nóng, khô hanh Trận đánh, bãi mìn và gió kẽm Trong quân phục của mình, em đã nếm Em, người lính trở về từ chiến tranh. Em theo nhà máy về miền Ural Bỏ ngôi nhà, chưa một lần khóc lóc Bàn tay phụ nữ làm ngạc nhiên sắt thép Nhưng mà qui phục, tuy nhiên. Ta là người chiến thắng. Tiếng súng đã im Đã qua thời kỳ chiến tranh khó nhọc Em nhớ lại, qua nghề của đàn ông Nhưng phụ nữ là em, trước hết. Ngày tháng ba. Một giọt nước màu xanh Rơi lên mái nhà, xuyên qua khe hở. Phòng lặng lẽ. Một chiếc nôi bên tường Trên cốc nước màu trắng từ hoa quả. Đứa bé nằm ngủ ôm chiếc gối mềm Mặt trời dịu dàng xuyên vào mái tóc. Em giơ tay, thì thầm: "Xin lặng yên Kẻo bé con thức giấc". Bản dịch của Nguyễn Viết Thắng. |